# Liste du patrimoine immobilier classé de Bernissart
Cette page regroupe l'ensemble du patrimoine immobilier classé de la ville belge de Bernissart.
| Objet | Année de construction / Architecte | Adresse                            | Section communale | Coordonnées                      | Numéro d’inventaire | Illustration                                                           |
| --- | ---------------------------------- | ---------------------------------- | ----------------- | -------------------------------- | ------------------- | ---------------------------------------------------------------------- |
| Marais d'Harchies: les mares du Rivage                                                                       |                                    |                                    |                   | 50° 28′ 17″ nord, 3° 41′ 10″ est | 51009-CLT-0001-01   | Marais d'Harchies: les mares du Rivage                                 |
| L'église de Tous-les-Saints (M) et ancien cimetière (S)                                                      |                                    |                                    |                   | 50° 30′ 04″ nord, 3° 39′ 44″ est | 51009-CLT-0002-01   | L'église de Tous-les-Saints (M) et ancien cimetière (S)                |
| L'église de la Sainte-Vierge                                                                                 |                                    |                                    |                   | 50° 27′ 40″ nord, 3° 42′ 43″ est | 51009-CLT-0003-01   | L'église de la Sainte-Vierge                                           |
| Ancienne maison communale (façades et toitures), Grand Place, n°29                                           |                                    |                                    |                   | 50° 30′ 04″ nord, 3° 39′ 38″ est | 51009-CLT-0005-01   | Image manquanteTéléverser                                              |
| Cure, presbytère (façade et toitures)                                                                        |                                    | Rue de l'église, n°28              |                   | 50° 30′ 02″ nord, 3° 39′ 44″ est | 51009-CLT-0006-01   | Image manquanteTéléverser                                              |
| Site du Préau                                                                                                |                                    |                                    |                   | 50° 28′ 27″ nord, 3° 40′ 00″ est | 51009-CLT-0007-01   | Image manquanteTéléverser                                              |
| Fours à chaux, route Nationale, à proximité du n°505 (M) et ensemble formé par ces fours et leurs abords (S) |                                    | Route Nationale bij ongeveer n°505 |                   | 50° 30′ 13″ nord, 3° 38′ 42″ est | 51009-CLT-0008-01   | Image manquanteTéléverser                                              |
| Ecluse de Débihan sur la Haine (M) et alentours (S) (+ HENSIES/Thulin)                                       |                                    |                                    | Hensies           | 50° 26′ 42″ nord, 3° 45′ 03″ est | 51009-CLT-0010-01   | Ecluse de Débihan sur la Haine (M) et alentours (S) (+ HENSIES/Thulin) |